# 곡선의 길이
곡선의 길이(Arc Length)는 곡선의 한 부분에서 두 점 간의 거리를 말한다.  직선의 부분들처럼 곡선의 부분을 접근하면서 비정규적인 곡선의 길이를 정하는 것을 곡선의 교정( curve rectification )이라고 한다.  교정가능한 곡선은 유한한 수의 세그먼트를 갖고 있다.  ( 그 곡선은 유한한 길이를 갖는다)  만일 한 곡선이 일대일 함수 또는 단사함수( injective function )이고 연속적으로 미분가능한 함수라면, 즉, f : [ a, b ] → Rn , 그 곡선은 교정가능하다. ( 유한한 길이를 갖고 있다 )

## 같이 보기
- 호 (기하학)
- 원둘레
- 타원 적분
- 측지선
- 자연방정식
- 수치적분
- 선적분